# Poecilia caucana
Poecilia caucana är en fiskart som först beskrevs av Steindachner, 1880.  Poecilia caucana ingår i släktet Poecilia och familjen Poeciliidae. Inga underarter finns listade i Catalogue of Life.